# 享氏犬牙鱂
享氏犬牙鱂，為輻鰭魚綱鯉齒目鰕鱂亞目溪鱂科的其中一種，為熱帶淡水魚，分布於中美洲墨西哥淡水流域，棲息在底中層水域，生活習性不明。

## 擴展閱讀
維基物種上的相關：享氏犬牙鱂